# ハーバード・ロー・スクール
ハーバード・ロー・スクール（Harvard Law School）、略称HLSは、ハーバード大学の法科大学院。1817年設立。日本語ではハーバード大学ロースクール、ハーバード大学法学部、ハーバード大学法科大学院と訳されることもある。イェール大学、スタンフォード大学、ニューヨーク大学、シカゴ大学、コロンビア大学と共に全米トップクラスのロースクール（法科大学院）として名高い。

## 概要
学位は、J.D.（Juris Doctor）、LL.M.（Master of Laws）、S.J.D.（Doctor of Juridical Science）。J.D.は、主にアメリカ人学生が所属する3年コース。LL.M.は、主に外国人が所属する1年コース。S.J.D.は、J.D.またはLL.M.修了生が進学する博士課程。日本人留学生は、主にLLM課程を修了している。
J.D.は、2014年度U.S.News & World Reportでは2位、LL.M.は、2011年度AUAP LL.M Rankings© にて5位にランキングされている。
キャンパスは、ハーバード大学のメインキャンパスより少し北側のマサチューセッツ通り（Massachusetts Avenue）沿いにある。
修了生には、バラク・オバマ大統領や共和党大統領候補であったミット・ロムニー前マサチューセッツ州知事（共和党）などがいる。また、2008年に当選した台湾の馬英九総統は、LL.M.、S.J.D.の修了である。

## 著名な修了生（日本人）
以下、特筆ない限り、LL.M.取得者。
学者
・飯田秀総-東京大学教授(商法)
- 大渕哲也 - 東京大学教授（知的財産法）、LLM及びS.J.D.
- 増井良啓 - 東京大学教授（租税法）
- 寺尾美子 - 東京大学教授（英米法）
- 福田雅章 - 一橋大学名誉教授（刑事法、刑事政策）
- 中窪裕也 - 一橋大学教授（労働法）
- 土井輝夫 - 早稲田大学名誉教授（国際私法）
- 大沢秀介 - 慶應義塾大学教授（憲法）
- 田村次朗 - 慶應義塾大学教授（経済法、国際経済法）
- 森嶌昭夫 - 名古屋大学名誉教授（民法、環境法）
- 鈴木將文 - 名古屋大学教授（知的財産法）、元経済産業省通商政策局公正貿易推進室長
- 木下毅 - 元中央大学教授（英米法）、元日米法学会代表理事、弁護士
- 望月礼二郎 - 東北大学名誉教授（英米法）
- 山田卓生 - 横浜国立大学名誉教授（民法）、日本大学教授、あさひ法律事務所顧問
- 吉村徳重 - 九州大学名誉教授（民事訴訟法）
- 瀬々敦子 - 京都府立大学准教授（民法）、元住友信託銀行法務部

弁護士
- 濱田邦夫 - 森・濱田松本法律事務所客員、元最高裁判事
- 岩倉正和 - 西村あさひ法律事務所パートナー、一橋大学特任教授、ハーバード・ロー・スクール客員教授
- 草野耕一 - 西村あさひ法律事務所パートナー
- 太田洋 - 西村あさひ法律事務所パートナー
- 越直美 - 元大津市長、元ニューヨーク州デベヴォイズ・アンド・プリンプトン法律事務所
- 手塚裕之 - 西村あさひ法律事務所パートナー
- 角田愛次郎 - 長島・大野・常松法律事務所顧問、立命館アジア太平洋大学教授
- 池田祐久 - シャーマン アンド スターリング執行パートナー、ハーバード・ロー・スクール・アソシエイション執行委員、J.D.
- 西川知雄 - 西川シドリーオースティン法律事務所パートナー、元衆議院議員
- 本林徹 - 元森綜合法律事務所パートナー、元日本弁護士連合会会長
- 星純一-　元長島・大野・常松法律事務所顧問、元西村あさひ法律事務所パートナー
- 石角完爾 - 千代田国際経営法律事務所代表、元ハーバードクラブオブジャパン幹事
- 高取芳宏 - オリック東京法律事務所・外国法共同事業パートナー
- 山口真由 - 信州大学特任教授、元長島・大野・常松法律事務所アソシエイト、元財務官僚

裁判官
- 泉徳治 - 元最高裁判所判事（裁判官出身）、弁護士（TMI総合法律事務所顧問）
- 岡村和美 - 最高裁判所判事、元消費者庁長官、法務省人権擁護局長
- 服部悟 - 元福岡高等裁判所判事

検察官
- 河上和雄 - 元最高検察庁公判部長、駿河台大学名誉教授、弁護士

官僚
- 宮村智 - 元国際復興開発銀行理事、SBJ銀行代表取締役社長
- 西山英彦 - 元経済産業省大臣官房審議官
- 五味廣文 - 元金融庁長官、西村あさひ法律事務所顧問
- 野尻明裕 - 元金融庁監督局課長補佐、ボックスグローバル・ジャパン社長
- 酒井明 - 元法務省広島入国管理局長、元東日本入国管理センター所長
- 中尾泰久 - 経済産業省通商政策局国際経済課長
- 松永明 - 第50代特許庁長官

政治家
- 目賀田種太郎 - 元国連大使、元貴族院議員。LLB
- 金子堅太郎 - 元司法大臣、元日本法律学校校長。LLB及びLLD
- 小村壽太郎 - 元外務大臣、元大審院判事。LLB
- 伊東香織 - 倉敷市長、元総務省国際部多国間経済室長
- 越直美 - 大津市長、元西村あさひ法律事務所弁護士
- 西田猛 - 元衆議院議員
- 河野俊嗣 - 宮崎県知事

その他
- 貝沼由久 - ミネベアミツミ代表取締役社長
- 柴田一彦 - 投資家、シンフォニー・フィナンシャル・パートナーズ代表取締役
- 森生明 - 西村あさひ法律事務所経営顧

## 関連図書
- スコット・トゥロー（山室まりや訳）『ハーヴァード・ロー・スクール』（早川書房［ハヤカワ文庫 NF (114)］、1985年）
- 田中英夫『ハーヴァード・ロー・スクール』（日本評論社［日評選書］、1982年）